# Ruellia currorii
Ruellia currorii är en akantusväxtart som beskrevs av T. Anders.. Ruellia currorii ingår i släktet Ruellia och familjen akantusväxter. Inga underarter finns listade i Catalogue of Life.